# Gianandrea Gavazzeni
Gianandrea Gavazzeni (ur. 27 lipca 1909 w Bergamo, zm. 5 lutego 1996 tamże) – włoski dyrygent, kompozytor i pisarz muzyczny.

## Życiorys
W latach 1921–1925 był uczniem Akademii Muzycznej św. Cecylii w Rzymie. Następnie studiował w konserwatorium w Mediolanie u Renzo Lorenzoniego (dyplom z fortepianu 1929) i Ildebrando Pizzettiego (dyplom z kompozycji 1931). Początkowo aktywny jako pianista, w latach 40. XX wieku rozpoczął działalność jako dyrygent. Po 1949 roku zaprzestał komponowania i nie wykonywał własnych utworów. Występował jako dyrygent w czołowych teatrach operowych świata. Od 1966 do 1968 roku pełnił funkcję dyrektora artystycznego mediolańskiej La Scali. Współpracował jako krytyk muzyczny m.in. z „Corriere della Sera”.
Kawaler krzyża wielkiego Orderu Zasługi Republiki Włoskiej (1994).

## Twórczość
Jako kompozytor tworzył w stylu neoklasycznym, nawiązując do folkloru muzycznego rodzinnej Lombardii. W swoim pisarstwie muzycznym skupiał się na studiach nad muzyką dramatyczną XIX wieku. Jako dyrygent propagował we Włoszech twórczość Antona Brucknera. Wykonywał tradycyjny repertuar operowy, a także muzykę współczesnych kompozytorów włoskich (Ildebrando Pizzetti, Luigi Dallapiccola, Gian Francesco Malipiero).

## Wybrane kompozycje
(na podstawie materiałów źródłowych)

### Utwory orkiestrowe
- Preludio sinfonico (1928)
- Concerto bergamasco (1931)
- Canti di operai lombardi (1936)
- Ritmi e paesaggi di atleti (1940)
- 3 concerti di Cinquandò (I 1941, II 1942, III na orkiestrę smyczkową 1949)
- Concerto in la na wiolonczelę i orkiestrę (1936)
- Koncert skrzypcowy (1937)
- Piccolo concerto na flet, róg i orkiestrę smyczkową (1940)
- Sonata da cassa na skrzypce solo, fortepian i orkiestrę smyczkową (1944)

### Utwory kameralne
- Trio fortepianowe D-dur (1931)
- Sonata skrzypcowa G-dur (1930)
- Preludio i Canzone e Furlana na skrzypce i fortepian (1935)
- Sonata F-dur na wiolonczelę i fortepian (1930)
- Fantasia na wiolonczelę i fortepian (1934)
- Sonata na flet i fortepian (1944)

### Utwory fortepianowe
- Sonatina F-dur (1930)
- Canzone (1932)
- Sonata F-dur (1933)
- Bergamasca (1942)
- Due sonate in un tempo solo (1945)

### Utwory na chór a cappella
- Trittico (1931)
- Coro di contabbandieri di grappa (1940)

### Pieśni na głos i fortepian
- Quattro madrigali del Tasso na baryton i fortepian (1933)
- Cinque poesie di B. Dal Fabro (1943)
- Quattro sonetti di Orfeo di Rilke (1943)

### Utwory wokalno-instrumentalne
- kantata Canti per Sant’ Alessandro na głos solowy, chór i orkiestrę (1934)
- Due arie religiose na sopran i orkiestrę (1935)
- Dialogo na tenora, baryton i orkiestrę (1936)
- Notturni di bevitori bergamaschi na tenora i orkiestrę (1938)
- Cantata di caccia na chór mieszany i orkiestrę (1946)

### Utwory sceniczne
- opera Paolo e Virginia (wyst. Bergamo 1936)
- balet Il furioso all’isola di San Domingo (wyst. pt. Panfila San Remo 1935)

## Prace
(na podstawie materiałów źródłowych)
- G. Donizetti. Vita e musiche (Mediolan 1937)
- Tre studi su Pizzetti (Como 1937)
- G. Donizetti (Turyn 1938)
- Viaggio in paesi musicali (Florencja 1939)
- Musorgskij e la musica russa dell’Ottocento (Florencja 1943)
- Le feste musicali (Mediolan 1944)
- Parole e suoni (Mediolan 1946)
- Il suono è stanco (Bergamo 1950)
- Quaderno del musicista (Bergamo 1952)
- Musicisti d’Europa (Mediolan 1954)
- La musica e il teatro (Piza 1954)
- La morte dell’opera (Mediolan 1954)
- Altri studi pizzettiani (Bergamo 1956)
- Trent’anni di musica (Mediolan 1958)
- I nemici della musica (Mediolan 1965)
- Carta da musica (Mediolan 1968)
- Non eseguire Beethoven e altri scritii (Mediolan 1974)